# Aeroporto Internazionale di Nadi
L'Aeroporto Internazionale di Nadi (IATA: NAN, ICAO: NFFN) è la principale aviosuperficie delle isole Figi. Ospita un traffico di 2.485.319 passeggeri all'anno (al 2019) ed è hub della compagnia Fiji Airways. Si trova a 10 km dalla città di Nadi.

## Storia
La prima aviosuperficie di Nadi fu costruita a scopo militare da truppe neozelandesi tra agosto 1939 e marzo 1940, su commissione delle autorità coloniali britanniche. A novembre 1941 si provvide ad ampliare le strutture e a gennaio 1942 la prima pista sterrata, lunga 2133 m e larga 46, era operativa: altre due s'aggiunsero entro l'aprile del 1942. Tali opere furono commissionate dagli Stati Uniti, che volevano fare dell'aeroporto un avamposto di controllo per lo spazio aereo dell'Oceano Pacifico centrale. L'aeroporto fu dunque sfruttato dall'United States Army Air Forces a partire dal 1941. Furono basati qui alcuni bombardieri B-17 Flying Fortress, che più volte attaccarono le postazioni giapponesi nelle Filippine e nelle Isole Salomone. Più avanti, nel 1943, fu il 42nd Bombardment Group, operante con velivoli B-25 Mitchell, ad essere basato a Nadi.
A guerra finita l'aeroporto di Nadi passò sotto il controllo della Nuova Zelanda dal 20 dicembre 1946: la locale autorità per l'aviazione civile lo convertì all'uso commerciale, aprendolo al traffico nel 1947. Allorché le Figi nel 1970 diventarono indipendenti il governo locale iniziò a collaborare alla gestione dell'aeroporto, per poi rilevarla in toto nel 1979.
Negli anni 1980, al fine di far fronte al traffico aereo in aumento, la pista principale fu asfaltata per un costo di 46.500 sterline.
Essendo le isole Figi posizionate quasi esattamente al centro dell'Oceano Pacifico, l'aeroporto divenne ben presto il principale dell'arcipelago e un punto di scalo importante per le rotte aeree locali e transoceaniche: si provvide pertanto ad abbellirne le strutture, con la posa di una pavimentazione in pietra bianca (poi rimosse allorché si dovette far fronte al traffico di aerei sempre più grandi) sul piazzale di sosta degli aeromobili, attorno al quale vennero piantate palme ed alberi d'ibisco. Fino agli anni 1950 l'aeroporto portò la denominazione ufficiale Colony of Fiji - Nadi Airport (il nome veniva però spesso reso come Nandi).
Nella prima metà degli anni 1960 Nadi divenne il maggiore interscambio per i passeggeri provenienti dalla Nuova Zelanda (e precisamente dall'aeroporto di Whenuapai) e diretti in Nordamerica ed Europa, che qui potevano imbarcarsi sui velivoli DC-8 e Boeing 707 che facevano la spola verso le principali destinazioni di tali continenti. La torre di controllo dell'aeroporto inoltre gestiva il Flight Information Service (FIS) su di un'estesa area circolare nei dintorni.

## Operazioni
Atterraggi e decolli avvengono in genere in direzione sud, essendo la zona a nord dell'aeroporto occupata dalle montagne del Sabeto. Un esteso circuito d'attesa, adatto anche per i Boeing 747, è posto a sinistra della soglia della pista 02, nel caso il meteo obblighi ad atterrare e decollare in direzione nord.
Nel 2008, un Airbus A380 della Qantas dovette compiere un atterraggio d'emergenza a Nadi per un malore di un passeggero: tutti i viaggiatori dovettero scendere nell'aerostazione, che dimostrò così, sebbene non fosse abilitata, di poter accogliere anche il più grande aeroplano civile al mondo.
Dagli anni 1960 in poi, le Figi hanno conosciuto un vero e proprio boom turistico, che ha visto la costruzione di una notevole quantità di alberghi e strutture ricettive nella zona aeroportuale e sulle vicine isole di Mamanuca e Denarau.
A Nadi ha il suo hub la compagnia Air Pacific, una delle principali aziende di trasporto aereo dell'Oceania. La torre di controllo di Nadi inoltre provvede a fornire servizi di controllo del traffico aereo anche per l'aeroporto di Fua'amotu di Tonga, quando quest'ultima non riesce a gestire tutto il traffico da sola.
L'autorità figiana per l'aviazione civile (CAAFI) ha la sua centrale operativa a Nadi. Qui ha anche sede la compagnia Pacific Sun.